# Lorenzo Zurzolo
Lorenzo Zurzolo (Roma, 21 marzo 2000) è un attore italiano.

## Biografia
Figlio di Federico Zurzolo, giornalista, direttore di Rainews, e di Gabria Cipullo, proprietaria di un’agenzia di eventi e produzioni, fin da piccolo ha partecipato a numerosi provini. All'età di sette anni appare in una pubblicità assieme a Francesco Totti. All'età di otto anni debutta in TV nella serie Amiche mie e in Don Matteo.
Nel 2012 esordisce al cinema nel film diretto da Paolo Genovese Una famiglia perfetta. Successivamente ha recitato in numerose serie televisive, tra cui Questo è il mio paese e Una pallottola nel cuore. Dal 2018 al 2020 ha interpretato Niccolò nella serie TV distribuita da Netflix Baby. Nello stesso periodo ha recitato in Sconnessi, Compromessi sposi e Weekend. Dopo aver terminato il liceo linguistico, si è iscritto ad una scuola di teatro. 
Nel 2020 ha interpretato Vincenzo nel film Sotto il sole di Riccione. Nel 2021 interpreta il protagonista Lodo nel film Morrison diretto da Federico Zampaglione. Inoltre, ha interpretato Vito nel film EO di Jerzy Skolimowski, pellicola che ha vinto il Premio della giuria al Festival di Cannes 2022 e che viene candidata all'Oscar al miglior film straniero. Nel 2022 ritorna a interpretare Vincenzo nel film Sotto il sole di Amalfi.
Nel 2022 è uno dei protagonisti della prima stagione di Prisma (serie tv di Amazon Prime Video), tornando poi anche nella seconda stagione uscita nel 2024.  
Nel 2024 è anche nella serie tv Rai La Storia basata sul romanzo di Elsa Morante.  
Nel 2025 è parte del cast di M - Il figlio del secolo, interpretando il ruolo di Italo Balbo.

## Filmografia

### Cinema
- Young Europe, regia di Matteo Vicino (2012)
- Una famiglia perfetta, regia di Paolo Genovese (2012)
- Outing - Fidanzati per sbaglio, regia di Matteo Vicino (2013)
- Sconnessi, regia di Christian Marazziti (2018)
- Compromessi sposi, regia di Francesco Miccichè (2019)
- Sotto il sole di Riccione, regia di YouNuts! (2020)
- Weekend, regia di Riccardo Grandi (2020)
- Morrison, regia di Federico Zampaglione (2021)
- EO, regia di Jerzy Skolimowski (2022)
- Sotto il sole di Amalfi, regia di Martina Pastori (2022)
- Diabolik - Chi sei?, regia dei Manetti Bros. (2023)
- Strike - Figli di un'era sbagliata, regia di Gabriele Berti, Giovanni Nasta, Diego Tricarico (2024)[19]

### Televisione
- Un ciclone in famiglia due episodi - Serie TV, 2008
- Don Matteo - serie TV, episodio 6x15 (2008)
- Amiche mie - serie TV (2008)
- I liceali - serie TV, episodio 2x01 (2009)
- Ho sposato uno sbirro - serie TV, episodio 2x10 (2010)
- Un passo dal cielo - serie TV, 2x02 (2012)
- Questo è il mio paese - serie TV, 6 episodi (2015)
- Una pallottola nel cuore - serie TV, 6 episodi (2018)
- Baby - serie TV, 18 episodi (2018-2020)
- Prisma - serie TV, 16 episodi (2022-2024)
- La Storia, regia di Francesca Archibugi – miniserie TV, 8 episodi (2024)
- M - Il figlio del secolo, regia di Joe Wright – miniserie TV, 6 puntate (2025)

## Riconoscimenti
- Nastro d'argento
  - 2021 – Premio personaggio dell'anno Persol[20][21]

- Mostra internazionale d'arte cinematografica di Venezia
  - 2021 – Premio Kineo miglior attore per Morrison[22][23][24]

- Giffoni Film Festival
  - 2020 – Explosive Talent Award[25]

- Reggio Calabria Filmfest
  - 2018 – Premio Leopoldo Trieste per Sconnessi

- Magna Grecia Awards 
  - 2020 – Riconoscimento Giovani attori emergenti

- Marateale: Premio internazionale Basilicata
  - 2020 – Premio per talenti emergenti